# Porphyrinia rosina
Porphyrinia rosina är en fjärilsart som beskrevs av Jacob Hübner 1803. Porphyrinia rosina ingår i släktet Porphyrinia och familjen nattflyn. Inga underarter finns listade i Catalogue of Life.